# Байройт (гау)
Гау Байройт (нем. Gau Bayreuth) — региональное отделение НСДАП, существовавшее с 1933 по 1945 год на территориях немецких округов Нижней Баварии, Верхнего Пфальца и Верхней Франконии. Первоначально созданный как Баварский Остмарк (нем. Bayerische Ostmark) в 1933 году, он был переименован в Байройт в 1942 году.

## История
Система нацистского гау была первоначально создана на партийной конференции 22 мая 1926 года с целью улучшения управления партийной структурой. Начиная с 1933 года, после захвата власти нацистами, гау всё чаще заменяли немецкие государства в качестве административных единиц Германии.
Во главе каждого гау стоял гауляйтер, и эта должность становилась всё более могущественной, особенно после начала Второй мировой войны. Местные гауляйтеры отвечали за пропаганду и наблюдение, а с сентября 1944 года — за фольксштурм и оборону гау.
Гау Баварский Остмарк был образован в 1933 году, когда Ханс Шемм, гауляйтер Верхней Франконии, объединил три гау Верхнего Пфальца, Нижней Баварии и Верхней Франконии в одну в ходе внутренней борьбы за власть. Термин Баварский Остмарк был придуман после Первой мировой войны для обозначения этого региона, чтобы обозначить тот факт, что этот район теперь граничит с новой Чехословакией, страной, которая воспринималась как враждебная Германии. Термин «Марк» исторически использовался в Имперской Германии для обозначения приграничных регионов с враждебными соседями. Это был единственный из Баварских гау, в состав которого входило более одного административного округа, охватывая три из них.
Ханс Шемм возглавлял гау до своей гибели в авиакатастрофе в 1935 году. Его преемник Фриц Вехтлер не смог завоевать такой же популярности среди населения региона. После оккупации Чехословакии часть этой страны была включена в состав гау. К гау были добавлены районы Берграйхенштайн, Маркт-Эйзенштейн и Прахатиц. С 1938 года в гау также располагался концентрационный лагерь Флоссенбюрг и его многочисленные подлагеря. Поскольку гау Баварский Остмарк больше не был приграничным регионом, в июне 1942 года он был переименован в Гау Байройт. Вехтлер был расстрелян по приказу Гитлера, покинувшего свою столицу Байройт в апреле 1945 года. Его сменил Людвиг Рукдешель, чьё правление до капитуляции нацистской Германии было очень коротким.